# Cryptachaea altiventer
Cryptachaea altiventer là một loài nhện trong họ Theridiidae.
Loài này thuộc chi Cryptachaea. Cryptachaea altiventer được Eugen von Keyserling miêu tả năm 1884.